# Troglohyphantes sbordonii
Troglohyphantes sbordonii är en spindelart som beskrevs av Brignoli 1975. Troglohyphantes sbordonii ingår i släktet Troglohyphantes och familjen täckvävarspindlar. Inga underarter finns listade i Catalogue of Life.